# Clásico Colegiales-Excursionistas
El clásico Colegiales-Excursionistas, también conocido como "Cole-Excursio", es un partido de tradición centenaria en el fútbol de ascenso argentino. Ambos equipos convivieron en sus primeros años de vida, cuando Sportivo del Norte (hoy Colegiales) tenía su campo de juego en las intersecciones de Blandengues (actual avenida del Libertador) y Manzanares, a 2500 metros de distancia de Pampa y Miñones, lugar inamoblible de Excursionistas. Justamente los primeros cuatro encuentros del historial fueron cuando Colegiales estaba afincado en el barrio de Núñez, el antecedente más longevo de este clásico se produjo hace 106 años, el 18 de agosto de 1918, con victoria 1-0 a favor de Colegiales en Pampa y Miñones.
Este clásico cuenta con hechos de violencia por enfrentamientos de hinchadas, como suele ocurrir con el cruce de dos clubes con rivalidad marcada en el fútbol argentino.

## La rivalidad
En la cancha de Excursionistas, el partido debió suspenderse cuando la hinchada mostró una bandera de Colegiales y desató la reacción de los visitantes, que empezaron con disturbios y un conato de enfrentamiento hasta que intervino la Policía.21 de octubre de 2006, Perfil.
La rivalidad entre estos dos clubes surgió en el siglo pasado cuando ambos equipos estaban a escasos 2500 metros de distancia fomentada por la disputa deportiva, como solían darse este tipo de clásicos. Con el correr de los años, esa rivalidad pasó a expresarse también fuera de los campos de juego hasta superar los límites de la violencia.
El 20 de octubre de 2006, en la cancha de Excursionistas, el encuentro deportivo fue suspendido al terminar el primer tiempo por una pelea entre las dos barras, que dejó heridos, detenidos y terminó en incidentes en las afueras del estadio. El partido debió suspenderlo cuando la hinchada mostró una bandera de Colegiales y desató la reacción de los visitantes, que empezaron con disturbios y un conato de enfrentamiento hasta que intervino la Policía. Varios efectivos que intentaron evitar los desbordes resultaron heridos y al menos 10 personas terminaron detenidas en dependencias de la comisaría 51, según precisaron a la agencia DyN fuentes policiales. Sin embargo, los incidentes no terminaron allí, sino que las peleas, corridas y destrozos continuaron cerca del estadio, donde varios locales terminaron con roturas, al igual que automóviles que estaban estacionados. De hecho, un vehículo apareció en llamas en los bosques de Palermo y algunos testigos y vecinos del barrio vincularon el siniestro con el partido fallido entre Excursionistas y Colegiales, dos de los equipos que mantienen una agresiva rivalidad.

## Historial
| Colegiales         | 40  |
| Excursionistas     | 44  |
| Empates            | 30  |
| Perdieron ambos    | 1   |
| Partidos oficiales | 115 |

Para confeccionar la siguiente tabla ampliada y detallada, según sus categorías y sus respectivas competencias, se toman en cuenta todos los partidos oficiales reconocidos por AFA.
- Primer partido: 18 de agosto de 1918.

- Último encuentro: 6 de agosto de 2024.

| Competencia                 | PJ  |    |    | E  | Gol | Gol |
| --------------------------- | --- | -- | -- | -- | --- | --- |
| Primera División            | 6   | 1  | 4  | 1  | 6   | 14  |
| Intermedia                  | 4   | 3  | 1  | 0  | 6   | 4   |
| Copas nacionales            | 2   | 2  | 0  | 0  | 5   | 3   |
| Copas de Ascenso            | 1   | 0  | 0  | 1  | 1   | 1   |
| Total amateurismo           | 13  | 6  | 5  | 2  | 18  | 22  |
| Primera B                   | 23  | 9  | 9  | 5  | 44  | 44  |
| Torneo Preparación (2a.)    | 2   | 0  | 1  | 1  | 3   | 5   |
| Primera B Metropolitana     | 6   | 4  | 2  | 0  | 8   | 7   |
| Primera C (3° nivel)        | 33  | 8  | 17 | 8  | 38  | 56  |
| Primera C (4° nivel)        | 38  | 13 | 10 | 15 | 43  | 33  |
| Total profesionalismo       | 102 | 34 | 39 | 29 | 136 | 145 |
| HISTORIAL GENERAL (oficial) | 115 | 40 | 44 | 31 | 154 | 167 |

## Partidos oficiales
Resultados registrados en todos los torneos oficiales de AFA.
| #   | Torneo                           | Ronda       | Estadio                 | Local                | Resultado | Visitante            | Goles (L)                                                    | Goles (V)                                           |  |
| --- | -------------------------------- | ----------- | ----------------------- | -------------------- | --------- | -------------------- | ------------------------------------------------------------ | --------------------------------------------------- |  |
| 1   | Intermedia 1918                  | Z2 15       | Excursionistas          | Unión Excursionistas | 0-1       | Sportivo del Norte   |                                                              | ?                                                   |  |
| 2   | Intermedia 1918                  | Z2 20       | Ant. Colegiales         | Sportivo del Norte   | 1-4       | Unión Excursionistas | ?                                                            | Biaggi (4)                                          |  |
| 3   | Intermedia 1919                  | ZN 15       | Excursionistas          | Unión Excursionistas | 0-1       | Sportivo del Norte   |                                                              | ?                                                   |  |
| 4   | Intermedia 1919                  | ZN 17       | Ant. Colegiales         | Sportivo del Norte   | 3-0       | Unión Excursionistas | ?                                                            |                                                     |  |
| 5   | Primera División 1930            | 28          | Ant. Colegiales         | Colegiales           | 3-2       | Excursionistas       | ?                                                            | Provenzano, Lucente                                 |  |
| 6   | Primera División 1931            | 9           | Excursionistas          | Excursionistas       | 5-2       | Colegiales           | Ferrando, Longobuco (e/c), Tilhet y Scursoni (2)             | Ferrara (2)                                         |  |
| 7   | Primera División 1932            |             | Ant. Colegiales         | Colegiales           | 1-2       | Excursionistas       | Abrahan                                                      | Álvarez, Scurzoni                                   |  |
| 8   | Primera División 1932            |             | Excursionistas          | Excursionistas       | 0-0       | Colegiales           |                                                              |                                                     |  |
| 9   | Primera División 1933            | 3           | Excursionistas          | Excursionistas       | 2-0       | Colegiales           | J. Aguirre, L. Perdomo                                       |                                                     |  |
| 10  | Copa Competencia 1933            | Z2 1        | Ant. Colegiales         | Colegiales           | 2-1       | Excursionistas       | ?                                                            | ?                                                   |  |
| 11  | Copa Competencia 1933            | P2          | Ant. Almagro (neutral)  | Excursionistas       | 2-3       | Colegiales           | ?                                                            | ?                                                   |  |
| 12  | Primera División 1934            | 14          | Excursionistas          | Excursionistas       | 3-0       | Colegiales           | Graciano (2), Avellini                                       |                                                     |  |
| 13  | Copa Competencia 1934 (2° nivel) | G6 1        | Ant. River Plate        | Colegiales           | 1-1       | Excursionistas       | L. Toscano                                                   | Vallerio                                            |  |
| 14  | Segunda División 1935            | 16          | Excursionistas          | Excursionistas       | 1-1       | Colegiales           | ?                                                            | ?                                                   |  |
| 15  | Segunda División 1936            | 16          | Excursionistas          | Excursionistas       | 4-4       | Colegiales           | ?                                                            | ?                                                   |  |
| 16  | Torneo Preparación 1937          | G6 9        | Excursionistas          | Excursionistas       | 3-1       | Colegiales           | ?                                                            | ?                                                   |  |
| 17  | Segunda División 1937            | 6           | Ant. Colegiales         | Colegiales           | 3-0       | Excursionistas       | ?                                                            |                                                     |  |
| 18  | Segunda División 1938            | 13          | Excursionistas          | Excursionistas       | 2-0       | Colegiales           | ?                                                            |                                                     |  |
| 19  | Segunda División 1938            | 28          | Ant. Colegiales         | Colegiales           | 1-4       | Excursionistas       | ?                                                            | ?                                                   |  |
| 20  | Segunda División 1939            | 19          | Ant. Colegiales         | Colegiales           | 3-2       | Excursionistas       | ?                                                            | ?                                                   |  |
| 21  | Segunda División 1940            | 14          | Excursionistas          | Excursionistas       | 2-1       | Colegiales           | ?                                                            | ?                                                   |  |
| 22  | Segunda División 1940            | 31          | Ant. Colegiales         | Colegiales           | 4-1       | Excursionistas       | ?                                                            | ?                                                   |  |
| 23  | Segunda División 1941            | 17          | Excursionistas          | Excursionistas       | 0-1       | Colegiales           |                                                              | ?                                                   |  |
| 24  | Segunda División 1941            | 34          | Ant. Colegiales         | Colegiales           | 0-1       | Excursionistas       |                                                              | ?                                                   |  |
| 25  | Segunda División 1942            | 13          | Excursionistas          | Excursionistas       | 4-1       | Colegiales           | ?                                                            | ?                                                   |  |
| 26  | Segunda División 1942            | 30          | Ant. Colegiales         | Colegiales           | 0-1       | Excursionistas       |                                                              | ?                                                   |  |
| 27  | Segunda División 1943            | 5           | Ant. Colegiales         | Colegiales           | 1-0       | Excursionistas       | ?                                                            |                                                     |  |
| 28  | Segunda División 1943            | 22          | Excursionistas          | Excursionistas       | 3-2       | Colegiales           | Roggero; Esclavo, Díaz                                       | ?                                                   |  |
| 29  | Copa Farrell 1944                | GA 3        | Ant. Colegiales         | Colegiales           | 2-2       | Excursionistas       | ?                                                            | ?                                                   |  |
| 30  | Segunda División 1944            | 5           | Ant. Colegiales         | Colegiales           | 3-1       | Excursionistas       | ?                                                            | ?                                                   |  |
| 31  | Segunda División 1944            | 26          | Excursionistas          | Excursionistas       | 2-1       | Colegiales           | ?                                                            | ?                                                   |  |
| 32  | Segunda División 1948            | GA 2        | Excursionistas          | Excursionistas       | 3-3       | Colegiales           | ?                                                            | ?                                                   |  |
| 33  | Segunda División 1948            | GA 13       | Ant. Colegiales         | Colegiales           | 2-2       | Excursionistas       | ?                                                            | ?                                                   |  |
| 34  | Segunda División 1948            | ZD 5        | Ant. Argentinos Juniors | Excursionistas       | 1-6       | Colegiales           | ?                                                            | ?                                                   |  |
| 35  | Primera "B" 1949                 | 18          | Colegiales              | Colegiales           | 2-2       | Excursionistas       | ?                                                            | ?                                                   |  |
| 36  | Primera "B" 1949                 | 39          | Excursionistas          | Excursionistas       | 2-3       | Colegiales           | ?                                                            | ?                                                   |  |
| 37  | Primera "C" 1950                 | 9           | Excursionistas          | Excursionistas       | 1-2       | Colegiales           | ?                                                            | ?                                                   |  |
| 38  | Primera "C" 1950                 | 18          | Colegiales              | Colegiales           | 3-3       | Excursionistas       | ?                                                            | ?                                                   |  |
| 39  | Primera "C" 1950                 | 27          | Excursionistas          | Excursionistas       | 0-2       | Colegiales           |                                                              | ?                                                   |  |
| 40  | Primera "B" 1956                 | 16          | Excursionistas          | Excursionistas       | 3-1       | Colegiales           | ?                                                            | ?                                                   |  |
| 41  | Primera "B" 1956                 | 33          | Colegiales              | Colegiales           | 1-3       | Excursionistas       | ?                                                            | ?                                                   |  |
| 42  | Primera "C" 1963                 | 6           | Colegiales              | Colegiales           | 2-2       | Excursionistas       | ?                                                            | ?                                                   |  |
| 43  | Primera "C" 1963                 | 23          | Excursionistas          | Excursionistas       | 1-0       | Colegiales           | ?                                                            |                                                     |  |
| 44  | Primera "C" 1973                 | 16          | Excursionistas          | Excursionistas       | 4-0       | Colegiales           | Sanabria (2); Mencone; Stella                                |                                                     |  |
| 45  | Primera "C" 1973                 | 35          | Colegiales              | Colegiales           | 0-1       | Excursionistas       |                                                              | Domínguez                                           |  |
| 46  | Primera "C" 1974                 | 16          | Colegiales              | Colegiales           | 1-2       | Excursionistas       | ?                                                            | ?                                                   |  |
| 47  | Primera "C" 1974                 | 35          | Excursionistas          | Excursionistas       | 3-0       | Colegiales           | ?                                                            |                                                     |  |
| 48  | Primera "C" 1975                 | 12          | Excursionistas          | Excursionistas       | 1-4       | Colegiales           | Villagra                                                     | Fernández; Benítez (2, 1p); Villasanti              |  |
| 49  | Primera "C" 1975                 | 31          | Colegiales              | Colegiales           | 0-0       | Excursionistas       |                                                              |                                                     |  |
| 50  | Primera "C" 1976                 | ZA 1        | Excursionistas          | Excursionistas       | 1-0       | Colegiales           | ?                                                            |                                                     |  |
| 51  | Primera "C" 1976                 | ZA 10       | Colegiales              | Colegiales           | 0-1       | Excursionistas       |                                                              | ?                                                   |  |
| 52  | Primera "C" 1977                 | 8           | Excursionistas          | Excursionistas       | 0-0       | Colegiales           |                                                              |                                                     |  |
| 53  | Primera "C" 1977                 | 27          | Colegiales              | Colegiales           | 2-2       | Excursionistas       | ?                                                            | ?                                                   |  |
| 54  | Primera "C" 1978                 | 3           | Excursionistas          | Excursionistas       | 1-4       | Colegiales           | ?                                                            | ?                                                   |  |
| 55  | Primera "C" 1978                 | 22          | Colegiales              | Colegiales           | 1-2       | Excursionistas       | ?                                                            | ?                                                   |  |
| 56  | Primera "C" 1979                 | 13          | Colegiales              | Colegiales           | 1-0       | Excursionistas       | ?                                                            |                                                     |  |
| 57  | Primera "C" 1979                 | 32          | Excursionistas          | Excursionistas       | 3-1       | Colegiales           | ?                                                            | ?                                                   |  |
| 58  | Primera "C" 1980                 | 7           | Excursionistas          | Excursionistas       | 2-0       | Colegiales           | ?                                                            |                                                     |  |
| 59  | Primera "C" 1980                 | 26          | Colegiales              | Colegiales           | 2-1       | Excursionistas       | Frisenda (2)                                                 | Tamagni (p)                                         |  |
| 60  | Primera "C" 1981                 | 3           | Excursionistas          | Excursionistas       | 3-3       | Colegiales           | Mazariche; Dubanced; Pintos (p)                              | Candau; Martínez; Juanola                           |  |
| 61  | Primera "C" 1981                 | 22          | Colegiales              | Colegiales           | 1-0       | Excursionistas       | Candau                                                       |                                                     |  |
| 62  | Primera "C" 1982                 | 4           | Excursionistas          | Excursionistas       | 4-2       | Colegiales           | ?                                                            | ?                                                   |  |
| 63  | Primera "C" 1982                 | 23          | Colegiales              | Colegiales           | 0-1       | Excursionistas       |                                                              | ?                                                   |  |
| 64  | Primera "C" 1983                 | 7           | Excursionistas          | Excursionistas       | 0-0       | Colegiales           |                                                              |                                                     |  |
| 65  | Primera "C" 1983                 | 26          | Colegiales              | Colegiales           | 0-0       | Excursionistas       |                                                              |                                                     |  |
| 66  | Primera "C" 1984                 | 3           | Excursionistas          | Excursionistas       | 4-3       | Colegiales           | ?                                                            | ?                                                   |  |
| 67  | Primera "C" 1984                 | 22          | Colegiales              | Colegiales           | 2-1       | Excursionistas       | ?                                                            | ?                                                   |  |
| 68  | Primera "C" 1985                 | 11          | Excursionistas          | Excursionistas       | 2-0       | Colegiales           | Corral; Cabrera                                              |                                                     |  |
| 69  | Primera "C" 1985                 | 30          | Colegiales              | Colegiales           | 1-3       | Excursionistas       | Roberto Cotado                                               | Carlos Corral (2); Oscar Luna                       |  |
| 70  | Primera "C" 1986                 | ZA 6        | Excursionistas          | Excursionistas       | 2-0       | Colegiales           | Julio Larretape; Miguel Ronci                                |                                                     |  |
| 71  | Primera "C" 1986                 | ZA 15       | Colegiales              | Colegiales           | 1-2       | Excursionistas       | Eckerdt                                                      | Julio Larretape; Magán                              |  |
| 72  | Primera "C" 1986/87              | 4           | Excursionistas          | Excursionistas       | 1-0       | Colegiales           | Marcelo Milano                                               |                                                     |  |
| 73  | Primera "C" 1986/87              | 23          | Colegiales              | Colegiales           | 0-0       | Excursionistas       |                                                              |                                                     |  |
| 74  | Primera "C" 1987/88              | 13          | Excursionistas          | Excursionistas       | 2-1       | Colegiales           | Carlos Machín (p); Marcelo Milano                            | Horacio Caminos                                     |  |
| 75  | Primera "C" 1987/88              | 32          | Colegiales              | Colegiales           | 1-0       | Excursionistas       | Juan Fiala                                                   |                                                     |  |
| 76  | Primera "C" 1988/89              | 18          | Colegiales              | Colegiales           | 0-1       | Excursionistas       |                                                              | Héctor Aragón                                       |  |
| 77  | Primera "C" 1988/89              | 37          | Excursionistas          | Excursionistas       | 2-2       | Colegiales           | Claudio Caimi; César Romero                                  | César Sánchez; José Kuchaska                        |  |
| 78  | Primera "C" 1989/90              | 15          | Colegiales              | Colegiales           | 2-1       | Excursionistas       | Adalberto Giacopuzzi; José Kuchaska                          | Jorge Sotelo                                        |  |
| 79  | Primera "C" 1989/90              | 34          | Excursionistas          | Excursionistas       | 4-0       | Colegiales           | Gustavo Cuartas (2); Claudio Caimi; Alejandro Sáenz          |                                                     |  |
| 80  | Primera "C" 1990/91              | 19          | Colegiales              | Colegiales           | 0-0       | Excursionistas       |                                                              |                                                     |  |
| 81  | Primera "C" 1990/91              | 38          | Excursionistas          | Excursionistas       | 1-1       | Colegiales           | Jorge Cuffone                                                | Adalberto Giacopuzzi                                |  |
| 82  | Primera "C" 1990/91              | 4.ºF ida    | Chacarita Juniors       | Colegiales           | 0-1       | Excursionistas       |                                                              | Alberto Bustingorria (p)                            |  |
| 83  | Primera "C" 1990/91              | 4.ºF vuelta | Tigre                   | Excursionistas       | 0-1 (3-5) | Colegiales           |                                                              | Adalberto Giacopuzzi (p)                            |  |
| 84  | Primera "C" 1991/92              | 16          | All Boys                | Excursionistas       | 0-0       | Colegiales           |                                                              |                                                     |  |
| 85  | Primera "C" 1991/92              | 33          | Colegiales              | Colegiales           | 0-1       | Excursionistas       |                                                              | Roberto Horvath (p)                                 |  |
| 86  | Primera "C" 1991/92              | 4.ºF ida    | Excursionistas          | Excursionistas       | 1-0       | Colegiales           | Roberto Horvath (p)                                          |                                                     |  |
| 87  | Primera "C" 1991/92              | 4.ºF vuelta | Colegiales              | Colegiales           | 2-0       | Excursionistas       | Flavio Gigli; Alberto Batallini                              |                                                     |  |
| 88  | Primera "C" 1992/93              | Ap. 9       | Colegiales              | Colegiales           | 3-0       | Excursionistas       | AlbertoBatallini; Rubén De Césare; Gustavo Sánchez           |                                                     |  |
| 89  | Primera "C" 1992/93              | Cl. 9       | Excursionistas          | Excursionistas       | 2-2       | Colegiales           | Roberto Horvath (2p)                                         | Gustavo Sánchez; Mario Tossi                        |  |
| 90  | Primera B Metro 1994/95          | Ap. 3       | Colegiales              | Colegiales           | 0-1       | Excursionistas       |                                                              | Oscar Vitale                                        |  |
| 91  | Primera B Metro 1994/95          | Cl. 3       | All Boys                | Excursionistas       | 3-4       | Colegiales           | Guillermo Szeszurak; Ricardo Martín; Luis Maidana            | Hugo Rodríguez; Ernesto Del Pech; Walter Chaldú (2) |  |
| 92  | Primera "C" 1998/99              | Ap. 16      |                         | Excursionistas       | 2-2       | Colegiales           | Javier N. Molinari y Guillermo Szeszurak                     | Rubén D. Koegler y Jorge O. Loto                    |  |
| 93  | Primera "C" 1998/99              | Cl. 16      |                         | Colegiales           | 1-2       | Excursionistas       | Pablo D. Rodríguez                                           | Guillermo Szeszurak y Diego M. Sinchicay            |  |
| 94  | Primera "C" 1998/99              | 4.ºF ida    |                         | Colegiales           | 2-0       | Excursionistas       | Gustavo E. Palacio y Jorge O. Loto                           |                                                     |  |
| 95  | Primera "C" 1998/99              | 4.ºF vuelta |                         | Excursionistas       | 0-0       | Colegiales           |                                                              |                                                     |  |
| 96  | Primera "C" 2001/02              | Ap. 3       |                         | Excursionistas       | 0-0       | Colegiales           |                                                              |                                                     |  |
| 97  | Primera "C" 2001/02              | Cl. 3       |                         | Colegiales           | 1-1       | Excursionistas       | Alberto Meinecke                                             | Esteban Bivona                                      |  |
| 98  | Primera "C" 2001/02              | 4.ºF ida    |                         | Excursionistas       | 1-1       | Colegiales           | ?                                                            | ?                                                   |  |
| 99  | Primera "C" 2001/02              | 4.ºF vuelta |                         | Colegiales           | 3-2       | Excursionistas       | ?                                                            | ?                                                   |  |
| 100 | Primera "C" 2002/03              | Ap. 8       |                         | Excursionistas       | 0-0       | Colegiales           |                                                              |                                                     |  |
| 101 | Primera "C" 2002/03              | Cl.         |                         | Colegiales           | 1-0       | Excursionistas       | ?                                                            |                                                     |  |
| 102 | Primera "C" 2004/05              | Ap. 9       | Colegiales              | Colegiales           | 0-0       | Excursionistas       |                                                              |                                                     |  |
| 103 | Primera "C" 2004/05              | Cl. 9       | All Boys                | Excursionistas       | 0-3       | Colegiales           |                                                              | Pablo Garbero; Jonathan Torres; Horacio Zaccardo    |  |
| 104 | Primera "C" 2004/05              | SF ida      | Colegiales              | Colegiales           | 3-1       | Excursionistas       | Luis Zeballos; Cristian García (e/c); Jonathan Torres        | Carlos Rojas                                        |  |
| 105 | Primera "C" 2004/05              | SF vuelta   | San Lorenzo de Almagro  | Excursionistas       | 1-1       | Colegiales           | Guillermo Cipriano                                           | Horacio Zaccardo                                    |  |
| 106 | Primera "C" 2005/06              | FI 10       | Colegiales              | Colegiales           | 3-1       | Excursionistas       | Maximiliano Zavala; Jonathan Torres (p); Sebastián Tagliabue | Adrián Gerry (p)                                    |  |
| 107 | Primera "C" 2005/06              | FF 4        | Colegiales              | Colegiales           | 0-1       | Excursionistas       |                                                              | Adrián Gerry                                        |  |
| 108 | Primera "C" 2006/07              | Ap. 14      | Excursionistas          | Excursionistas       | 1-1       | Colegiales           | Juan Steinbach                                               | Jonathan Torres                                     |  |
| 109 | Primera "C" 2006/07              | Cl. 14      | Platense                | Colegiales           | 3-2       | Excursionistas       | Ariel Crespín; Miguel Mendoza; Cristian Alonso               | Pablo Goberville; Diego Jaime                       |  |
| 110 | Primera "C" 2007/08              | 14          | Colegiales              | Colegiales           | 2-1       | Excursionistas       | Alberto Meinecke; Sebastián Tagliabue                        | Diego Jaime                                         |  |
| 111 | Primera "C" 2007/08              | 33          | Excursionistas          | Excursionistas       | 1-0       | Colegiales           | Jorge Chiquilito                                             |                                                     |  |
| 112 | Primera B Metro 2016/17          | 7           | Excursionistas          | Excursionistas       | 0-2       | Colegiales           |                                                              | Gabriel Colombatti; Juan Pereyra                    |  |
| 113 | Primera B Metro 2016/17          | 26          | Colegiales              | Colegiales           | 0-1       | Excursionistas       |                                                              | Daniel Farías                                       |  |
| 114 | Primera B Metro 2024             | Ap. 8       | Colegiales              | Colegiales           | 2-1       | Excursionistas       | Federico Marchesini - Valentín Quevedo                       | Elías Torancio                                      |  |
| 115 | Primera B Metro 2024             | Cl. 8       | Excursionistas          | Excursionistas       | 0-1       | Colegiales           |                                                              | Santiago Camacho                                    |  |

## Tabla comparativa
Actualizado hasta febrero de 2024
| Observaciones       |                          |                              |
| ------------------- | ------------------------ | ---------------------------- |
| Nombre completo     | Club Atlético Colegiales | Club Atlético Excursionistas |
| Fecha de fundación  | 1 de abril de 1908       | 1 de febrero de 1910         |
| Apodo               | Tricolor                 | Villero / Verde              |
| Temporadas          |                          |                              |
| Total en AFA        | 119                      | 116                          |
| en Primera División | 13                       | 10                           |
| en Segunda División | 17                       | 45                           |
| en Tercera División | 75                       | 24                           |
| en Cuarta División  | 14                       | 37                           |
| Títulos             |                          |                              |
| Total en AFA        | 6                        | 3                            |
| en Segunda División | 1                        | 1                            |
| en Tercera División | 2                        | 0                            |
| en Cuarta División  | 3                        | 2                            |
| Ascensos            |                          |                              |
| Total en AFA        | 9                        | 8                            |
| a Primera División  | 2                        | 1                            |
| a Segunda División  | 3                        | 4                            |
| a Tercera División  | 4                        | 3                            |

## En ambos clubes
- Pablo Goberville.[36]

- Adan Ingenthron.[37]

- Andrés Jantus.[38]

- Alejandro Orsi.[39]

- Ian Puleio.[40]

- Jonathan Torres.[41]